# 4 ноября
4 ноября — 308-й день года (309-й в високосные годы) по григорианскому календарю.
До конца года остаётся 57 дней.
До 15 октября 1582 года — 4 ноября по юлианскому календарю, с 15 октября 1582 года — 4 ноября по григорианскому календарю.
В XX и XXI веках соответствует 22 октября по юлианскому календарю.

## Праздники и памятные дни

### Национальные
- Великобритания — Ночь Гая Фокса: с 4 на 5 ноября.
- Италия — День национального единства и вооружённых сил[2].
- Россия — День народного единства.
  -  Марий Эл — День Республики Марий Эл.
  -  Удмуртия — День государственности Удмуртии.
- Украина — День железнодорожника.

### Религиозные
Католицизм
 — Память королевича Эмерика Венгерского (1031 год);
 — память кардинала Карло Борромео, одного из самых видных деятелей Контрреформации (1584 год);
 — память Виталия и Агриколы, мучеников из Болоньи (304 год).
 Православие
 — Празднование Казанской иконы Божией Матери (в память избавления Москвы и России от поляков в 1612 году);
 — память равноапостольного Аверкия, епископа Иерапольского, чудотворца (около 167 года);
 — память семи отроков, иже во Ефесе: Максимилиана, Иамвлиха, Мартиниана, Дионисия, Антонина, Константина (Ексакустодиана) и Иоанна (около 250 года; 408—450 годы);
 — память священномученика Серафима (Самойловича), архиепископа Угличского, и с ним Владимира Соболева, Александра Андреева, Василия Богоявленского, Александра Лебедева, пресвитеров и преподобномучеников Германа (Полянского) и Мины (Шелаева) (1937 год);
 — память священномученика Николая Богословского, Николая Ушакова, пресвитеров и преподобномученика Григория (Воробьёва) (1937 год);
 — память мучеников Александра епископа Адрианопольского, Ираклия воина и жён Анны, Елисаветы, Феодотии и Гликерии (II—III века);
 — обретение мощей священномученика Никодима (Кононова), епископа Белгородского (2012 год);
 — празднование Андрониковской иконы Божьей Матери;
 — празднование Якобштадтской иконы Божией Матери (XVII век).

## События

### До XIX века
- 1493 — экспедиция Христофора Колумба открывает остров Гваделупа.
- 1576 — в ходе Восьмидесятилетней войны испанские войска захватывают Антверпен.
- 1582 — Ермак в сражении на Чувашем мысу разбивает сибирского хана Кучума и через 3 дня вступает в столицу его ханства — Искер.
- 1660 — капитуляция армии боярина Василия Шереметева под Чудновом. Россия потеряла надежду на завоевание земель Правобережной Украины.
- 1707 — в Москве открыт госпиталь (ныне — Главный военный клинический госпиталь имени Н. Н. Бурденко).
- 1708 — гетман Иван Мазепа объявил о расторжении союза с Петром I и двинулся на соединение с войсками шведского короля Карла XII.
- 1794 — Александр Суворов занимает Прагу (предместье Варшавы). Конец Польского восстания.

### XIX век
- 1815 — в Берлине во время официального обеда российский император Александр I и прусский король Фридрих Вильгельм III объявляют о помолвке царевича Николая (будущего императора Николая I) и прусской принцессы Шарлотты (после принятия православной веры ставшей Александрой).
- 1848 — принятие Учредительным собранием Франции Конституции Второй республики, по которой во главе государства впервые ставится президент.
- 1862 — Ричард Гатлинг запатентовал первый в мире многоствольный пулемёт Revolving Battery Gun.
- 1879 — Джейдс Ритти патентует первый кассовый аппарат.
- 1890 — в Лондоне открывается первая в мире подземная электрическая дорога — метро.

### XX век
- 1911 — в Берлине между Францией и Германией подписано франко-германское соглашение о Марокко и Конго.
- 1914 — на германском крейсере «Карлсруэ» произошёл взрыв погребов боеприпаса. Погибли 263 члена экипажа, в том числе командир корабля.
- 1917 — ВРК Петроградского совета объявляет о том, что признаются действительными лишь утверждённые им приказы.
- 1918 — конференция союзных держав в Версале вырабатывает Соглашение об условиях перемирия с Германией.
- 1920 — В. И. Ленин подписывает декреты об образовании Вотской, Марийской и Калмыцкой автономных областей.
- 1921 — на железнодорожном вокзале в Токио совершено убийство Такаси Хара, премьер-министра Японии.
- 1922 — англичанин Хоуард Картер обнаруживает гробницу фараона Тутанхамона в Египте.
- 1924 — в США на президентских выборах побеждает республиканец Калвин Кулидж.
- 1936 — в Саратове начинает работу театр кукол «Теремок».
- 1937 — в Москве запущено первое в СССР производство пломбира.
- 1938 — остров Джерси в проливе Ла-Манш. Разбился самолёт de Havilland DH-86 компании Jersey Airways. Все 14 человек на борту погибли.
- 1940 — самолёт Douglas DC-3 компании «United Airlines» в результате отказа навигационного оборудования врезался в пик Баунтифул в горах Уосатч в условиях снежной бури за 3 морских мили от Сентервилль (Юта, США). Все 10 человек на борту погибли.
- 1942
  - Назначенные немцами на оккупированной территории Латвии генеральные директора самоуправления приступают к обсуждению вопроса о создании латышского легиона.
  - Основан Московский инженерно-физический институт (МИФИ).
- 1944 — Хартфорд, Коннектикут, США. После входа в грозовое облако у самолёта Douglas DC-3 компании «Trans Continental & Western Airways» отделяется крыло из-за сильной турбулентности. Все 24 человека на борту погибают.
- 1946
  - Вступил в силу Устав ЮНЕСКО (Организация Объединённых Наций по вопросам образования, науки и культуры), принятый на Лондонской конференции в ноябре 1945 г.
  - Заключён китайско-американский Договор о дружбе и взаимной торговле.
- 1950 — в Риме принята Конвенция о защите прав человека и основных свобод, также известная под неофициальным названием Европейская конвенция по правам человека.
- 1952
  - Землетрясение на Курильских островах.
  - Королева Великобритании Елизавета II, занявшая трон после смерти своего отца Георга VI, впервые открывает заседание парламента.
  - На президентских выборах в США убедительную победу с подавляющим преимуществом одерживает кандидат от республиканской партии Дуайт Эйзенхауэр.
- 1955 — постановление ЦК КПСС и СМ СССР «Об устранении излишеств в проектировании и строительстве». Осуждение «излишества и украшательства» в архитектуре. Окончание эпохи советского монументального классицизма и начало эпохи типового функционального строительства (см. Хрущёвки).
- 1956
  - Начало операции «Вихрь» (второй этап ввода в Венгрию советских воинских частей и штурм Будапешта) под командованием маршала Г. К. Жукова. Официально — по приглашению правительства, спешно созданного Яношем Кадаром.
  - Проводятся первые испытания турбореактивного самолёта Ту-104.
- 1957 — катастрофа Ил-14 румынского правительства под Москвой. Погибли 4 человека. Среди выживших — будущий румынский диктатор Николае Чаушеску.
- 1966 — сильное наводнение в центральных и северных районах Италии. Во Флоренции приводит к тому, что Центр искусства эпохи Ренессанса оказывается затопленным водой на 2 м от пола.
- 1967
  - Введена в эксплуатацию Останкинская телебашня.
  - На 8-метровом канале в Москве начала вещание «Четвёртая программа ЦТ».
  - Фернхерст, Сассекс, Англия. Разбивается самолёт Sud Aviation Caravelle 10R испанской компании Iberia Airlines. Все 37 человек на борту погибают. Причина катастрофы — слишком сильное снижение при выведении на посадку.
- 1968 — запуск первой отечественной твердотопливной баллистической ракеты РТ-2, Плесецк.
- 1969 — рязанская писательская организация исключает Александра Солженицына из Союза писателей СССР.
- 1970 — во время испытательного полёта британо-французский сверхзвуковой пассажирский авиалайнер «Конкорд» в два раза превышает скорость звука.
- 1972 — близ Пловдива (Болгария), самолёт Ил-14P компании Balkan Bulgarian Airlines при посадке задел гору. Все 35 человек на борту погибают.
- 1976 — Банджармасин, Индонезия. Разбивается самолёт Fokker F-27 °Friendship 100 компании Bali International Air Service. Из 38 человек на борту погибают 29.
- 1977 — ООН категорически запрещает поставки вооружений в Южную Африку.
- 1979 — иранская «революционная гвардия» захватывает американское посольство в Тегеране.
- 1980 — на президентских выборах в США победу с подавляющим перевесом одерживает республиканец Рональд Рейган.
- 1981 — в Польше заходят в тупик переговоры между генералом Ярузельским, Лехом Валенсой и кардиналом Глемпом.
- 1989 — демонстрация на Александерплац.
- 1995 — убийство Ицхака Рабина.

### XXI век
- 2003 — открыт для движения Кинешемский мост через Волгу.
- 2004 — остановлен второй энергоблок Балаковской АЭС из-за утечки чистой обессоленной воды, предназначенной для питания парогенераторов.
- 2005 — по центру Москвы прошло шествие националистов, впоследствии ставшее традиционным.
- 2008 — на президентских выборах в США побеждает Барак Обама.
- 2009 — в Нижнем Новгороде открыт для автомобильного движения метромост.
- 2010
  - Массовое убийство в станице Кущёвской.
  - Катастрофа ATR 72 в Гуасимале, 68 погибших.
- 2011 — города Ковров, Ломоносов, Таганрог и Петропавловск-Камчатский удостоены почётного звания Город воинской славы[7].

## Родились

### До XIX века
- 1522 — Альбер де Гонди (ум. 1602), фаворит Екатерины Медичи и Карла IX, зачинщик резни гугенотов в Варфоломеевскую ночь.
- 1575 — Гвидо Рени (ум. 1642), итальянский живописец.
- 1577 — отец Жозеф (настоящее имя Франсуа Леклер дю Трамбле; ум. 1638), французский дипломат, капуцин, ближайший помощник кардинала Ришельё.
- 1615 — Ибрагим I Безумный (убит 1648), султан Османской империи (1640—1648).
- 1650 — Вильгельм III Оранский (ум. 1702), правитель Нидерландов (с 1672), король Англии и Шотландии (с 1689).
- 1784 — Осип Бове (ум. 1834), российский архитектор.
- 1790 — Карлос Антонио Лопес (ум. 1862), президент Парагвая (1844—1862).

### XIX век
- 1812 — Нина (Нино) Чавчавадзе (ум. 1857), грузинская княжна, жена писателя А. С. Грибоедова.
- 1832 — Макс Финчгау (ум. 1913), австрийский врач, физиолог, доктор медицины, член Леопольдины[8].
- 1840 — Дмитрий Каракозов (казнён в 1866), революционер, неудачно покушавшийся на российского императора Александра II.
- 1873 — Джордж Мур (ум. 1958), английский философ-аналитик.
- 1894
  - Николай Оцуп (ум. 1958), русский поэт, переводчик и издатель, эмигрант.
  - Павел Рыбалко (ум. 1948), маршал бронетанковых войск, дважды Герой Советского Союза.
- 1897
  - Дмитрий Павлов (расстрелян в 1941), генерал армии, Герой Советского Союза.
  - Александра Хохлова (ум. 1985), киноактриса, кинорежиссёр, сценаристка, педагог, заслуженная артистка РСФСР.
- 1899 — Иван Правов (ум. 1971), советский кинорежиссёр и сценарист.
- 1900 — Сергей Васильев (ум. 1959), кинорежиссёр, сценарист и актёр, народный артист СССР.

### XX век
- 1904 — Уолтер Чишек (ум. 1984), американский католический священник, узник советских лагерей.
- 1911 — Дмитрий Клячкивский (убит в 1945), украинский националист, один из лидеров УПА.
- 1923 — Фредди Хайнекен (ум. 2002), нидерландский бизнесмен.
- 1925 — Николай Прокопович (ум. 2005), советский и российский актёр театра и кино, народный артист РФ.
- 1929
  - Анастасий (Анаста́сиос Яннула́тос) (ум. 2025), епископ Албанской православной церкви, учёный-богослов, историк, доктор богословия (1970), педагог, профессор Афинского университета, академик Афинской академии наук (2005). Предстоятель Албанской православной церкви (1992—2025).
  - Шакунтала Деви (ум. 2013), индийская писательница и феноменальный счётчик.
- 1931 — Богдан Сташинский, агент КГБ СССР, убийца Степана Бандеры.
- 1938 — Виталий Дырдыра (ум. 2024), советский яхтсмен, олимпийский чемпион (1972), заслуженный мастер спорта СССР (1972), неоднократный чемпион СССР, капитан 2-го ранга.
- 1946 — Роберт Мэпплторп (ум. 1989), американский фотохудожник.
- 1947 — Алексей Уланов, советский фигурист, олимпийский чемпион (1972), 4-кратный чемпион мира и Европы.
- 1952 — Феодор II, коптский патриарх Александрийский.
- 1955 — Матти Ванханен, финский политик, премьер-министр Финляндии (2003—2010).
- 1956 — Игорь Тальков (убит в 1991), советский рок-музыкант, певец, поэт, автор-исполнитель.
- 1957
  - Тони Абботт, австралийский политик, премьер-министр Австралии (2013—2015).
  - Александр Ткачёв, советский гимнаст, двукратный олимпийский чемпион (1980), трёхкратный чемпион мира.
- 1962 — Игорь Савченко, белорусский фотограф.
- 1965 — Уэйн Статик (ум. 2014), вокалист, гитарист и клавишник американской рок-группы «Static-X».
- 1966 — Сергей Трофимов, российский певец, поэт, музыкант, автор-исполнитель.
- 1967 — Дэвид Макикерн, канадский бобслеист, олимпийский чемпион (1998).
- 1969
  - Катрин Борон, немецкая спортсменка, 4-кратная олимпийская чемпионка по академической гребле.
  - Мэттью Макконахи, американский актёр, сценарист, режиссёр и продюсер, лауреат премии «Оскар».
  - Александр Москаленко, российский прыгун на батуте, первый олимпийский чемпион в этом виде спорта.
- 1971 — Марко Бюхель, лихтенштейнский горнолыжник.
- 1972 — Луиш Фигу, португальский футболист, обладатель «Золотого мяча» (2000), двукратный призёр чемпионатов Европы.
- 1973 — Татьяна Александрова, российская тележурналистка, лауреат премии ТЭФИ.
- 1975 — Эдуард Кокшаров, российский гандболист и тренер, олимпийский чемпион (2000), чемпион мира (1997), лучший бомбардир в истории сборной России.
- 1976
  - Джастин Уодделл, британская актриса.
  - Дмитрий Ярошенко, российский биатлонист, двукратный чемпион мира.
- 1982
  - Вольфганг Лингер, австрийский саночник, двукратный олимпийский чемпион.
  - Камила Сколимовская (ум. 2009), польская метательница молота, олимпийская чемпионка (2000).
  - Девин Хестер[англ.], игрок в американский футбол, ресивер, включён в Команду 100-летия НФЛ.
- 1983 — Антон Буслов (ум. 2014), российский журналист и астрофизик.
- 1984 — Дастин Браун, американский хоккеист, двукратный обладатель Кубка Стэнли (2012, 2014).
- 1987 — T.O.P (наст. имя Чхве Сын Хён), южнокорейский певец.
- 1998 — Ашраф Хакими, марокканский футболист.

## Скончались

### До XIX века
- 1584 — Симон Блаженный, православный святой, юродивый.
- 1764 — Чарльз Черчилль (р. 1732), английский поэт и сатирик.

### XIX век
- 1847 — Феликс Мендельсон-Бартольди (р. 1809), немецкий композитор, дирижёр, органист и пианист.
- 1856 — Поль Деларош (р. 1797), французский живописец, основоположник натуралистической исторической живописи.
- 1866 — Николай Муравьёв-Карсский (р. 1794), русский военачальник, дипломат и путешественник, наместник императора на Кавказе (1854—1856).
- 1891 — Франсиско Гомес де Аморим (род. 1827), португальский поэт и писатель.
- 1892 — Флоримон Эрве (р. 1825), французский композитор и органист, основатель музыкального театра.

### XX век
- 1904 — Адольф Маркс (р. 1838), российский книгоиздатель, педагог, собиратель народных песен.
- 1912 — Илья Цион (р. 1842), русский и французский физиолог, доктор медицины, профессор, агент министерства финансов России во Франции, международный авантюрист и финансовый махинатор.
- 1919 — графиня Софья Толстая (р. 1844), супруга русского писателя Л. Н. Толстого.
- 1924 — Габриэль Форе (р. 1845), французский композитор, педагог и дирижёр.
- 1940 — Артур Генри Рострон (р. 1869), английский капитан компании Cunard Line, командовал лайнером «Карпатия», спасшим выживших пассажиров «Титаника» 15 апреля 1912 года.
- 1962 — Иван Марьяненко (р. 1878), актёр театра и кино, театральный педагог, народный артист СССР.
- 1964 — Раиса Кудашева (р. 1878), советская писательница, автор текста песни «В лесу родилась ёлочка».
- 1969 — Жуан Карлус Маригелла (р. 1911), бразильский революционер, писатель, «отец городской герильи».
- 1972
  - Юрий Галансков (р. 1939), русский советский поэт, диссидент.
  - Борис Сотсков (р. 1908), советский учёный и педагог, специалист в области механики и автоматики.
- 1973 — Всеволод Кочетов (р. 1912), русский советский писатель, журналист, военный корреспондент.
- 1985 — Василий Ордынский (р. 1923), кинорежиссёр, сценарист, актёр, народный артист РСФСР.
- 1987 — Михаил Царёв (р. 1903), актёр театра и кино, театральный режиссёр, чтец, народный артист СССР.
- 1994 — Сэм Фрэнсис (р. 1923), американский художник и график.
- 1995 — убит Ицхак Рабин (р. 1922), премьер-министр Израиля, лауреат Нобелевской премии мира (1994).
- 1995 — Жиль Делёз (р. 1925), французский философ.
- 1996 — Константин Локтев (р. 1933), советский хоккеист, олимпийский чемпион (1964), трёхкратный чемпион мира.
- 1999
  - Цви Грилихес (р. 1930), американский экономист.
  - Гарольд Регистан (наст. фамилия Уреклян; р. 1924), советский и российский поэт-песенник.

### XXI век
- 2004 — Эдуард Пашинян (р. 1923), армянский советский музыковед, педагог, композитор.
- 2006 — Алитет Немтушкин (р. 1929), эвенкийский писатель, поэт.
- 2008 — Майкл Крайтон (р. 1942), американский писатель-фантаст.
- 2011 — Норман Фостер Рамзей (р. 1915), американский физик, лауреат Нобелевской премии (1989).
- 2020
  - Абдул Рашид (р. 1947), пакистанский спортсмен (хоккей на траве), олимпийский чемпион (1968), чемпион мира (1971).
  - Кен Хенсли (р. 1947), британский клавишник, гитарист, певец, автор песен, бывший участник рок-группы «Uriah Heep».

## Приметы
Казанская осенняя.
- В этот день старались свадьбу сыграть, ибо считалось: «Кто на Казанской женится, счастлив будет»[9].
- Если день начнётся туманом — быть ростепели.
- Если пойдёт дождь, то следом за дождём и зима придёт: «на Казанскую с утра дождь, а ввечеру сугробами снег лежит».
- На Казанскую ясный день — к похолоданию.
- Существовало народное поверье: когда юная девица думала, что лицом не вышла, потому и не люба, старалась она на Казанскую пораньше встать и отправиться в рощу. Там она искала берёзовый лист, что на дереве висел низко и в иней был обернут. В такой лист (словно в серебряное зеркальце) если глянуть, то вся неказистость с лица спадет[10].